# Істерн Старз

Старий логотип клубу

Хуавей Істерн Старз Футбал Клаб або просто «Істерн Старз» (англ. Huawei Eastern Stars Football Club) — напівпрофесіональний футбольний клуб з узбережжя затоки Мілн в Порту-Морсбі, в Папуа Новій Гвінеї.

## Історія

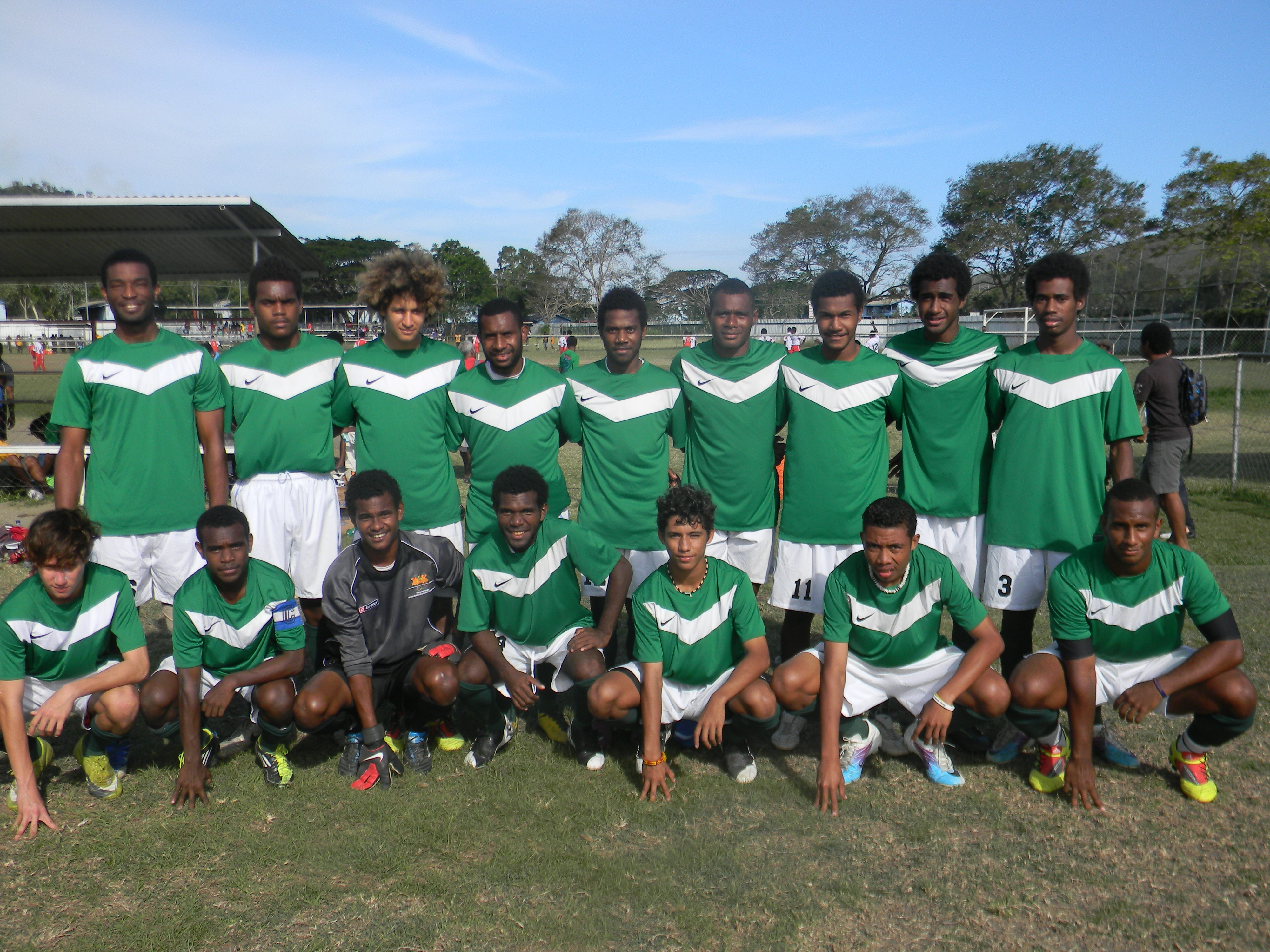
Папуаський клуб ФК «Помсое» грає на стадіоні клубу Істерн Старз, Бізіні Соккер Граунд, в 2011 році

ФК «Істерн Старз» був заснований в липні 2007 року через занепокоєння мешканців Мілн-Бей, яке було пов'язане з відсутністю клубів з району в елітному дивізіоні національного чемпіонату, що у свою чергу призвело до того, що переважна більшість місцевих гравців почала виступати у клубах з Порт-Морсбі; Назва клубу в перекладі на українську означає «зірки зі Сходу» та є даниною прапору провінції Мілн-Бей.
«Зірки» дебютували у національному чемпіонаті в сезоні 2008/09 року та посіли в ньому п'яте місце, команда відстала від зони плей-оф півфіналу національного чемпіонату всього на одне очко.
У сезоні 2009/10 років «зірки» продемонстрували аналогічні результати: вони знову закінчили чемпіонат на п'ятому місці, і цього разу тільки гірша різниця забитих та пропущених м'ячів завадили їм вийти до півфіналу. Клуб боровся в першій половині сезону, але в період з листопада по січень мав шестиматчеву безвиграшну серію, проте зумів виграти свої останні п'ять матчів та піднявся у турнірній таблиці. «Істерн Старз» посіли п'яте місце через гіршу різницю забитих та пропущених м'ячів, ніж у ФК «Юніверситі Інтер».
«Істерн Старз» дійшли до фіналу національного чемпіонату 2010/11 років, в якому поступився «Хекарі Юнайтед». Цей результат став найкращим за весь період виступів у національному чемпіонаті. У півфіналі плей-оф «зірки» переграли «Тукоко Юнітех» з рахунком 3:1, у складі «Істерн Старз» відзначився гравець збірної Соломонових островів Керол Какате. Ця перемога вивела клуб до фіналу, в якому він поступився з рахунком 0:4 «Хекарі Юнайтед».
У жовтні 2011 року, напередодні початку сезону 2011/12 років, новим головним тренером команди став  Луїс Хайме Гомеса. Гомес сою кар'єру професійного гравця провів в 1960—1970-их роках у чилійському клубі «Універсідад Католіка». Старс розпочали сезон з розгромної перемоги над «Петро Саузс» з рахунком 7:0, дублем у тому матчі відзначився Леб Ембел. Команда перемогла три рази, чотири рази зіграла в нічию та двічі поступилася в перших дев'яти матчах нового сезону, і, таким чином, до зимової перерви в грудні зайняла друге місце. Проте на екваторі сезону Гомес покинув клуб, а його власник, Джозеф Іледона, сам продовжив иренувати команду. Чемпіонат команда зуміла завершити на другому місці (їх випередив лише «Хекарі Юнайтед», але у фіналі чемпіонського плей-оф, 17 квітня 2012 року, у присутності 5 000 уболівальників, «Істерн Старз» з рахунком 0:5 поступилися «Хекарі Юнайтед».
 За вихід до фіналу «Зірки» отримали 25 000 К призових.
У квітні 2012 року загалом шість гравців «Істерн Старз» були включені до списку з 30 гравців збірної Папуа-Новій Гвінеї на Кубок націй ОФК 2012 року, що відбувся на Соломонових островах; а саме Пол Пітер, Джеремі Ясаса, Сіріл Мута, Майкл Фостер, Еліуд Фугр та Фелікс Бондалук. 2 серпня 2012 року надійшло повідомлення про смерть колишнього гравця «Істерн Старз» та збірної Папуа-Новій Гвінеї півзахисника Адріана Кому, він помер в Головній лікарні Порту-Морсбі в віці 29 років.
У грудні 2012 року, участь зірок в НСЛ сезону 2013 року було поставлено під сумнів, коли федерація повідомила, що тільки три клуби внесли вчасно членську плату для участі в нового сезону; «Зірок» серед цих клубів не було, і лише додаткові три місця були надані для шести інших клубів, які мали право виступати в чемпіонаті, щоб вони внесли необхідну плату. Клуб нарешті підтвердив свою участь в чемпіонаті 25 січня 2013 року, всього за один тиждень до початку сезону; Поштовий Кур'єр ПНГ повідомив, що «Істерн Старз» були однією з тих двох клубів, які запізнювалися, разом з «НК Оро». Після масового відходу гравців клубу наприкінці сезону 2011/12 років новим головним тренером клубу на новий сезон було призначено колишнього помічника головного тренера збірної Папуа-Новій Гвінеї Макса Фостера. «Зірки» зустрілися з «НК Оро» в матчі відкритті чемпіонату 2013 року, і, незважаючи на абсолютно нову команду, в порівнянні з 2012 роком, «зірки» перемогли своїх супротивників з рахунком 3:1 завдяки голам Патріка Аїси та Денні Банаби. Проте зірки дуже швидко опустилися на дно турнірної таблиці, посіли 6-те місце з 8-ми команд-учасниць та продемонстрували найгірший результат за всю історію своїх виступів у чемпіонаті.

## Досягнення
- Національна Соккер Ліга ПНГ:
  -  Срібний призер (2): 2010/11, 2011/12

## Відомі гравці
До списку увійшли колишні гравці клубу, які представляли країну на міжнародному рівні:
- Реймонд Гунемба
- Едріан Кому
- Натаніель Лепані
- Гері Мока